# Lugo (pokrajina)
Lugo je španjolska provincija na sjeveru
Španjolske, u autonomnoj zajednici Galiciji, na obali Biskajskog zaljeva. Pokrajina ima 342.748 stanovnika (1. siječnja 2014.) od kojih otprilike četvrtina stanuje u istoimenom gradu Lugo, koji je ujedno i glavni grad pokrajine. Prostire se na 9.856 km².

## Općine
| općina              | br. stanovnika |
| ------------------- | -------------- |
| 1-Lugo              | 96.678         |
| 2-Monforte de Lemos | 19.546         |
| 3-Viveiro           | 16.238         |
| 4-Vilalba           | 15.437         |
| 5-Sarria            | 13.508         |
| 6-Ribadeo           | 9.983          |
| 7-Foz               | 9.970          |
| 8-Burela            | 9.381          |
| 9-Chantada          | 9.014          |
| 10-Guitiriz         | 5.896          |